# Rick Davies
Richard (Rick) Davies (Swindon (Wiltshire), 22 juli 1944) is een Brits musicus. Hij verwierf bekendheid als oprichter van de rockband Supertramp.
Davies speelde keyboard en mondharmonica op veel hitelpees van de band, die hij in 1969 met Roger Hodgson oprichtte. In muzikaal opzicht zijn er grote verschillen tussen Hodgson en Davies. Hodgson staat bekend om zijn falsetstem. Hij ontleende in zijn beginperiode veel inspiratie aan The Beatles en was verantwoordelijk voor de rock- en popmuziek van Supertramp. Davies zingt met een baritonstem en zijn werk kent invloeden uit de rhythm-and-blues en jazz. Davies schreef onder meer "Goodbye Stranger", "Bloody Well Right", "Ain't Nobody But Me" en "My Kind of Lady".
In het begin van de jaren 1960 vormde Davies o.a. met Ray O'Sullivan (later beroemd geworden als Gilbert O'Sullivan) in hun woonplaats Swindon de band Rick's Blues waarin Ray de drummer was.
Davies is eigenaar van Rick Davies Productions, dat de copyrights van Supertramps opnamen bezit. Supertramp wordt sinds 1984 gemanaged door Sue Davies, die in 1977 met Davies trouwde. In 2010 begon Supertramp weer met optreden ter gelegenheid van het veertigjarig bestaan van hun gelijknamige debuutalbum, maar Roger Hodgson wilde definitief niet meer meedoen.
In 1997, tijdens het werk aan wat zijn eerste soloalbum zou worden, besloot Davies om Supertramp te hervormen. De band ging prompt weer opnemen en toeren, wat nog twee studioalbums opleverde voordat ze weer uit elkaar gingen.
In 2015 kwam aan de optredens een einde omdat Davies in behandeling was voor kanker. Na zijn herstel trad hij in augustus 2018 weer op in Amagansett (staat New York), met zijn Supertramp-collega's gitarist Carl Verheyen en bassist Mark Hart onder de naam Ricky and The Rockets. Ze speelden onder meer nummers van Supertramp. In november 2019 stonden Ricky and The Rockets opnieuw op datzelfde podium, maar nu werd Davies vergezeld door gitarist G.E. Smith (ex-Hall & Oates) en bassist Michael Reilly (van Pure Prairie League).
- Bibsys: 6029732
- Biblioteca Nacional de España: XX902042
- Bibliothèque nationale de France: cb14757029c (data)
- Gemeinsame Normdatei: 134355482
- International Standard Name Identifier: 0000 0000 8016 4654
- Library of Congress Control Number: n91079910
- MusicBrainz: 886b3be4-c93b-4085-85b0-b73ce2817246
- Nationale Bibliotheek van Tsjechië: xx0030528
- Nationale bibliotheek van Australië: 36077009
- Nederlandse Thesaurus van Auteursnamen: 070494592
- SNAC: w6x66kgv
- Système universitaire de documentation: 276561864
- Virtual International Authority File: 6267149296287080670007